# Henricus Martellus Germanus

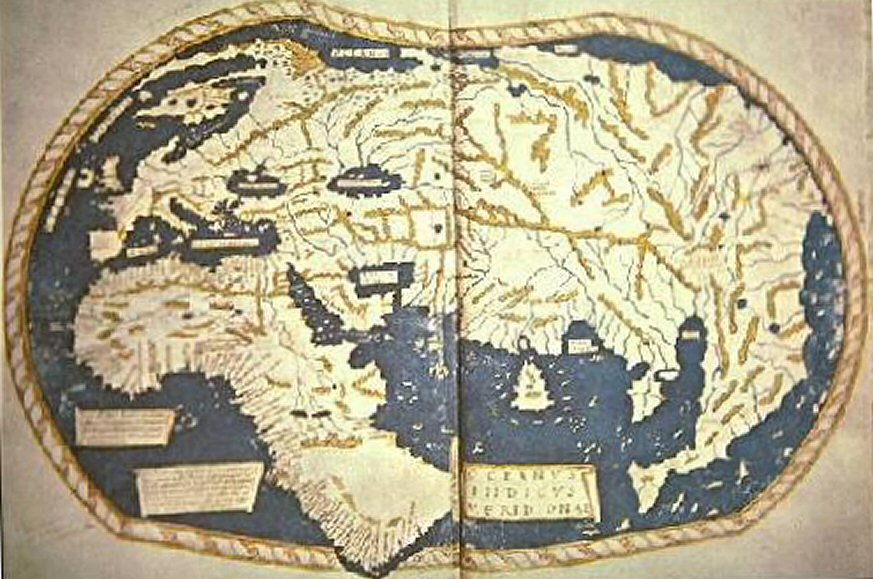
Weltkarte des Henricus Martellus Germanus

Karte der Beinecke Library an der Yale University

Henricus Martellus Germanus (Wirkungsjahre 1480–1496) (Pseudonym von Heinrich Hammer) war ein deutscher Kartograf, der in Italien lebte.
Er kam aus der Gegend von Nürnberg und soll in Florenz für den Landkartenhersteller und -verleger Franceaco Roselli gearbeitet haben. Eine andere Angabe nennt als Ort der Zusammenarbeit mit Roselli Rom und nimmt Florenz erst für das Ende des 15. Jahrhunderts als Lebensmittelpunkt an.
Gegen 1490 produzierte er eine Weltkarte, die dem Erdglobus (bzw. „Erdapfel“) von Martin Behaim aus dem Jahr 1492 bemerkenswert ähnlich ist. Beide verraten starke Einflüsse von Ptolemäus.

## Namensvarianten
- Henricus Martellus Germanus,
- Henricus (Germanus),
- Enrico Martello,
- Henricus Martellus, Martellus